# Proslogion
Das Proslogion ist ein von Anselm von Canterbury in der Frühscholastik 1077/78 verfasstes Werk. Es gilt als das erste Werk der abendländischen Philosophie bzw. Philosophiegeschichte, das einen ontologischen Gottesbeweis enthält, und erlangte deshalb größere Bedeutung.

## Entstehung des Titels des Werkes
Anselm von Canterbury gab an das Proslogion im Anschluss an das Monologion verfasst zu haben und dass es wie dieses ursprünglich erst keinen und dann einen anderen Titel hatte. So lauteten die ursprünglichen Titel „Exemplum meditandi de ratione fidei – Beispiel, wie man über den Grund des Glaubens nachsinnt“ bzw. „Fides quaerens intellectum – Glaube, der nach Einsicht sucht“, welche die mittelalterlichen Grundpositionen credo, ut intelligam sowie intellectus fidei widerspiegeln. Erst durch Erzbischof Hugo von Lyon, der ihm, wie Anselm schreibt, kraft seiner apostolischen Autorität befahl, den Namen des Verfassers vor die Werke zu stellen, benannte Anselm seine Werke in „Monologion – Selbstgespräch“ bzw. „Proslogion – Anrede“ um.

## Einteilungsmöglichkeiten des Werkes
Das in der französischen Abtei Le Bec verfasste Proslogion ist ein in lateinischer Sprache verfasstes Werk, welches aus einer Vorrede und insgesamt 26 Kapiteln besteht. Wesentliches Anliegen des Proslogions ist es, wie Anselm schreibt, Gott durch ein „einziges Argument – unum argumentum“ nachzuweisen, was viele Interpreten und nicht zuletzt die verdienstvollen Herausgeber Karl Barth und Franciscus Salesius Schmitt dazu bewog, das Werk in zwei Teile (Kapitel II–IV und Kapitel V–XXVI) zu unterteilen. Diese Einteilung wurde später dahingehend kritisiert, dass sie dem Gesamtwerk nicht gerecht werde, sodass neben anderen Michael Corbin als Mittelpunkt des Werkes das Kapitel XV ausmachte, in welchem es heißt, dass Gott „etwas Größeres“ sei, „als gedacht werden kann“, und das Werk deshalb in insgesamt 11 Abschnitte unterteilte, von denen sich die ersten (A–E) und letzten fünf (E'–A') symmetrisch entsprechen.
Einteilung nach Michael Corbin:
|    | Kapitel   | Bezeichnung                                                                                        |
| -- | --------- | -------------------------------------------------------------------------------------------------- |
| A  | I         | Gebet                                                                                              |
| B  | II–IV     | Gott ist, wie wir glauben, dass er ist                                                             |
| C  | V–XII     | Gott ist, was wir glauben, dass er ist                                                             |
| D  | XIII      | Ewigkeit und Unbegrenztheit                                                                        |
| E  | XIV       | Entdeckung des unerreichbaren Lichts                                                               |
| F  | XV        | Gottes Über-Unbegreiflichkeit                                                                      |
| E' | XVI–XVIII | Anerkennung des unerreichbaren Lichts                                                              |
| D' | XIX–XXI   | Ewigkeit und Unendlichkeit                                                                         |
| C' | XXII      | Gott ist, was er ist und der er ist                                                                |
| B' | XXIII     | Gott wird als Vater, Sohn und Geist bekannt                                                        |
| A' | XXIV–XXVI | Gebet, um in die vollkommene Freude Gottes zu gelangen, die Gott durch seinen Sohn versprochen hat |

## Der ontologische Gottesbeweis
Das von Anselm selbst als „unum argumentum“ bezeichnete Argument in den Kapiteln II–V erlangte nicht zuletzt aufgrund der Rezeption durch Descartes und Leibniz, durch die Kritik von Thomas von Aquin und Kant sowie die Gegenkritik Hegels zu Kants Kritik größere Bekanntheit. Die Bezeichnung „ontologisches Argument“ erhielt das „unum argumentum“ erst durch Kant in seiner Kritik der reinen Vernunft, in welcher er die Unmöglichkeit eines ontologischen Gottesbeweises aufzuweisen versucht.

### Einleitung
Seinen Gottesbeweis kleidet Anselm in ein Gebet. Es beginnt mit der Bitte, Gott möge ihm die nötige Erkenntnis für sein Vorhaben schenken. Wie diese Einkleidung zu werten ist, ist kontrovers. Hin und wieder wird Anselm auch deswegen eine glaubenswissenschaftliche Position (siehe intellectus fidei) zugeschrieben, welche betont: Verstehen einer Glaubenswahrheit ist nur aus dem Glauben möglich. Anders akzentuiert betonen einige Interpreten die autonome Stellung der Vernunft in der Durchdringung sämtlicher Glaubenswahrheiten.
Entsprechend wird nicht nur kontrovers diskutiert, ob und unter welchen Voraussetzungen seine Ausführungen schlüssig, sondern auch, ob sie als streng logischer Beweis beabsichtigt sind.

### Argumentation
Zentral für die Argumentation ist Anselms Gottesbegriff: Gott sei „das, worüber hinaus nichts Größeres gedacht werden kann“ (id, quo nihil maius cogitari potest).
Anselm entfaltet seine Argumentation in drei Schritten. Er möchte den Toren aus Ps 14,1  widerlegen, der in seinem Herzen spricht, es gebe keinen Gott. Zunächst führt Anselm aus, dass auch ein Tor, der die Existenz Gottes leugne, zugeben müsse, dass, wenn er den vorgelegten Gottesbegriff verstehe, dieser in seinem Verstand existiere (esse in intellectu), da alles, was verstanden werde, im Verstand sei.
Im zweiten Schritt argumentiert Anselm wie folgt: Das, worüber hinaus nichts Größeres gedacht werden kann, könne nicht nur im Verstand existieren, da sonst gedacht werden könne, dass es auch in Wirklichkeit existiere (esse in re), was größer wäre. Das, worüber hinaus nichts Größeres gedacht werden kann, wäre dann nicht das, worüber hinaus nichts Größeres gedacht werden kann. Daraus folgert Anselm, dass das, worüber hinaus nichts Größeres gedacht werden kann, auch in Wirklichkeit existieren muss.
Im dritten Argumentationsschritt stellt Anselm die These auf, dass von dem, worüber hinaus nichts Größeres gedacht werden kann, nicht einmal gedacht werden könne, es existiere nicht. Es könne nämlich gedacht werden, dass etwas existiert, das als nicht existierend nicht gedacht werden kann. Das aber wäre größer als etwas, von dem gedacht werden kann, dass es nicht existiert.

### Schluss
Nachdem Anselm seine Argumente dafür dargelegt hat, dass das, worüber hinaus nichts Größeres gedacht werden kann, nicht nur existiert, sondern notwendig existiert, folgt ein Zwischengebet, in dem er das, worüber hinaus nichts Größeres gedacht werden kann, mit Gott identifiziert.
Seinen Gottesbeweis schließt Anselm mit einem Dankgebet.

## Kritik und Gegenkritik
Eine erste Kritik erfuhr der Gottesbeweis Anselms bereits kurz nach seinem Erscheinen angeblich von einem Mönch namens Gaunilo von Marmoutiers. Zu den Implikationen eines Begriffs könne nicht die Existenz der damit bezeichneten Sache gehören. Sonst könnte jemand auch etwa den Begriff einer vollkommenen Insel bilden und in Analogie zu Anselms Beweis folgern, dass deren Vortrefflichkeit ihre Existenz beweise – was offensichtlich absurd wäre. Anselm begegnete diesem Einwand damit, dass seine Argumentation einzig auf den Begriff dessen, worüber hinaus Größeres nicht gedacht werden kann, anwendbar sei.
Ein zweites Gegenargument bezieht sich darauf, dass Anselm die Höherwertigkeit von notwendigem gegenüber kontingentem bzw. von wirklichem gegenüber nur gedachtem Sein unbegründet voraussetze.
Ein drittes Gegenargument verneint, dass es das, worüber hinaus Größeres nicht gedacht werden kann, geben könne, da zu jedem Größeren immer noch etwas Größeres gedacht werden könne.
Darauf lässt sich im Sinne Anselms antworten, dass das, worüber hinaus Größeres nicht gedacht werden kann, nicht als das „denkbar Größte“ oder „größte Denkbare“ missverstanden werden darf, sondern größer ist als alles, was gedacht werden kann. So bekennt Anselm im Kapitel XV des Proslogion: „Herr, Du bist also nicht nur, worüber hinaus Größeres nicht gedacht werden kann, sondern etwas Größeres, als gedacht werden kann.“
Zur Kritik Kants am ontologischen Argument siehe Gottesbeweis.
Die kantsche Ablehnung des ontologischen Gottesbeweises hat bereits Hegel kritisiert, und noch bis in die Gegenwart wird Kants Kritik von Philosophen und Theologen kontrovers diskutiert.
Hansjürgen Verweyen beispielsweise nimmt in seiner Analyse des Proslogion Anselm gegen Kants Kritik in Schutz und stimmt dem Kern seines Arguments zu: „Wenn sich die Vernunft selbst als unbezweifelbar wirklich und die Idee Gottes als ihre tiefste und eigentlich treibende Kraft erfasst, dann muss sie sich selbst in dieser Bewegung auf die wirkliche Existenz Gottes als den sie allein erklärenden Grund zurückführen. Das ist dann kein „ontologisches“ Argument mehr, kein unzulässiger Schritt vom bloß gedachten zum wirklichen Sein, sondern Schritt innerhalb einer Wirklichkeit, die ihre eigene Struktur enthüllt.“

## Textausgaben und Übersetzungen
- Proslogion. (Oxford, Bodleiana, Cod. Rawlinso A. 392) um 1085 (älteste erhaltene Handschrift)
- Proslogion. Johann Amerbach 1497 (erster Druck).
- Proslogion: lateinisch/deutsch. Übersetzung, Anmerkungen und Nachwort von Robert Theis. Reclam, Stuttgart 2005, ISBN 3-15-018336-7. Darin S. 76–89 auch die angeblich von einem Gaunilo verfasste kritische Schrift Quid ad haec respondeat quidam pro insipiente (Was jemand anstelle des Toren hierauf erwidern könnte) und S. 90–116 Anselms Erwiderung Quid ad haec respondeat Editor ipsius libelli (Was der Verfasser dieses Büchleins darauf entgegnet).
- Proslogion: Untersuchungen. Lat.-dt. Ausg. hrsg. von Franciscus Salesius Schmitt. Frommann-Holzboog, Stuttgart / Bad Cannstatt (1962) 1995, ISBN 3-7728-0010-6
- Proslogion. lat. Text und Übersetzung der Kap. 2–4 in: Hansjürgen Verweyen: Nach Gott fragen: Anselms Gottesbegriff als Anleitung. Ludgerus, Essen 1978, S. 90ff. Online-Text.
- Kann Gottes Nicht-Sein gedacht werden? Die Kontroverse zwischen Anselm von Canterbury und Gaunilo von Marmoutiers. Lateinisch-Deutsch. Übersetzt, erläutert und hrsg. von Burkhard Mojsisch, mit einer Einleitung von Kurt Flasch. Mainz 1989 (= excerpta classica, IV).
- Opera omnia. Hrsg. v. Franciscus Salesius Schmitt. Seckau u. a. 1938–1961, ergänzter Neudruck 1984, ISBN 3-7728-0011-4 Bd. 1, S. 89–139.